# Eublemma brigitta
Eublemma brigitta is een vlinder van de familie van de spinneruilen (Erebidae). De wetenschappelijke naam van deze soort is voor het eerst voorgesteld door Ralf Fiebig in een publicatie uit 2019.
De soort komt voor in Oeganda, Malawi en Mozambique.